# 洛濟夫卡 (捷列博夫利亞區)
49°15′24″N 25°48′43″E / 49.25667°N 25.81194°E
洛濟夫卡（烏克蘭語：Лозівка），是烏克蘭的村落，位於該國西部捷爾諾波爾州，由捷尔诺波尔区負責管轄，始建於1785年，面積0.5平方公里，2001年人口145，人口密度每平方公里288.3人。